# Григорьев, Алексей Григорьевич (Герой Советского Союза)
Алексе́й Григо́рьевич Григо́рьев (1917—1998) — полковник Советской Армии, участник Великой Отечественной войны, Герой Советского Союза (1945).

## Биография
Алексей Григорьев родился 1 марта 1917 года в деревне Усово (ныне — Островский район Псковской области) в крестьянской семье. В 1938 году окончил Ленинградский педагогический техникум, работал заведующим отделом Карамышевского райкома ВКП(б). В 1940 году Григорьев был призван на службу в Рабоче-крестьянскую Красную Армию. С июня 1941 года — на фронтах Великой Отечественной войны. В 1944 году он окончил Ленинградскую танковую школу. К апрелю 1945 года капитан Алексей Григорьев командовал ротой танкового батальона 20-й танковой бригады 11-го танкового корпуса 5-й ударной армии 1-го Белорусского фронта. Отличился во время штурма Берлина.
24 апреля 1945 года рота Григорьева одной из первых ворвалась на окраину Берлина и, прорвав немецкую оборону, обеспечила успех основных сил бригады, а затем форсировала Шпрее. В тех боях рота уничтожила 4 артиллерийских и 5 миномётных батарей, 10 бронетранспортёров, а также большое количество солдат и офицеров противника. В уличных боях получил тяжёлое ранение, но остался в строю.
Указом Президиума Верховного Совета СССР от 31 мая 1945 года капитан Алексей Григорьев был удостоен высокого звания Героя Советского Союза с вручением ордена Ленина и медали «Золотая Звезда».
После окончания войны Григорьев продолжил службу в Советской Армии. В 1951 году он окончил Военную академию бронетанковых и механизированных войск. В 1961 году в звании полковника Григорьев был уволен в запас. Проживал в Ленинграде, работал старшим преподавателем военной кафедры Ленинградского финансово-экономического института, несколько лет был председателем партийной организации и профсоюзного комитета института. Умер 28 ноября 1998 года. Похоронен на Ново-Волковском кладбище.
Был также награждён орденами Красного Знамени, Александра Невского, Отечественной войны 1-й степени, двумя орденами Красной Звезды, а также рядом медалей.